# Ріа Клаймен
Ріа Клаймен, Рія Клайман (англ. Rhea Clyman; 4 липня 1904, Польща — 1981, Нью-Йорк, США) — канадська журналістка, яка подорожувала по СРСР і невдовзі оприлюднила відомості про Голодомор. Її було вислано із СРСР у 1932 році.

## Біографія
Ріа Клаймен народилася 4 липня 1904 року в Польщі в єврейській родині (при народженні мала прізвище Кляйман, рос. Клейман). Через два роки її батьки разом з нею емігрували в Торонто (в деяких джерелах наводиться хибне твердження, що вона народилася у Торонто). У віці 4 років вона втратила частину ноги внаслідок нещасного випадку (на неї наїхав трамвай), а роком пізніше її батько помер. З 11 років працювала на заводі.
У 1928 році, у віці 24 років, вона поїхала до СРСР, щоб писати звідти про радянські реформи. Невдовзі вона близько зіткнулася з реаліями радянського режиму. Вона писала для численних газет, серед яких «Toronto Telegram» та «Daily Express». Певний час працювала під керівництвом Волтера Дюранті, якій пізніше заперечував Голодомор.
Між іншим, вона відвідала трудові табори на крайній півночі, а також їздила на південь до Грузії на машині з двома жінками з Атланти. По дорозі від Москви через східну Україну та Кубань до Грузії вони зустріли голодуючих українських селян у Харкові. У тому, що вона пізніше назвала «Голодними землями Росії», Клайман описує спустошені села, дітей, які харчувалися травою, і один випадок біля готелю в Україні, де жінка благала в неї хліба, тому що радянська влада конфіскувала всю їжу в селі. Коли жінки прибули до Тбілісі, столиці Грузії, її заарештували за звинуваченням у повідомленні неправдивих новин про СРСР і невдовзі вислали. Історія про її вигнання облетіла весь світ. Між 20 і 25 вересня більше 100 північноамериканських газет опублікували історію про вигнання Клаймен, включаючи New York Times, Boston Globe, Toronto Star, Edmonton Bulletin і Toronto's Globe (тепер Globe & Mail). Але її власна творчість не отримала такої уваги. Її статті про голод і подорож до СРСР не з'явилися в тих газетах. Після того, як її видворили з Росії, Клайман продала свою роботу про голод Toronto Telegram в серії історій.
У 1933—1938 р., попри своє єврейське походження, вона працювала журналісткою в Німеччині. Клайменвиявився надзвичайно талановитим журналістом. Під час репортажів у нацистській Німеччині вона взяла інтерв'ю у Юліуса Штрайхера, видатного члена нацистської партії та засновника та видавця антисемітської газети Der Stürmer. Вона також спілкувалася з Рудольфом Гессом, іншим провідним членом нацистської партії. У 1938 р., коли репресії проти євреїв посилилися, вона з групою інших біженців вилетіла з Німеччини до Амстердама на літаку, який впав, але вона пережила падіння. Після чого повернулась до Монреалю і стала канадською кореспонденткою для Daily Express. У 1941 р. переїхала до Нью-Йорка, де вела тихе життя і майже не публікувалася; цікавим винятком є її стаття 1967 р. для New York Times де вона писала про внесок американців у радянську індустріалізацію. Не виходила заміж і не мала дітей, тому залишилася маловідомою для дослідників. Померла в Нью-Йорку в 1981 році в єврейському будинку для людей похилого віку і була кремована в похоронному бюро в Нью-Джерсі.
Інтерес до її біографії повернувся у 2000-ті роки завдяки дослідженням Ярса Балана.
2017 р. вийшов DVD-фільм Hunger for Truth: The Rhea Clyman story.